# Titlagarh
Titlagarh is een stad en “notified area” in het district Balangir van de Indiase staat Odisha. 

## Demografie
Volgens de Indiase volkstelling van 2001 wonen er 27.756 mensen in Titlagarh, waarvan 52% mannelijk en 48% vrouwelijk is. De plaats heeft een alfabetiseringsgraad van 67%. 